# Three Lakes Valley (Südliche Orkneyinseln)
Das Three Lakes Valley (englisch für Drei-Seen-Tal) ist ein Tal auf Signy Island im Archipel der Südlichen Orkneyinseln. Es reicht von den Elephant Flats nordwärts bis zur Stygian Cove.
Der Falkland Islands Dependencies Survey kartierte und benannte das Tal im Jahr 1947. Namensgebend sind drei im Tal liegende Süßwasserseen. Der nördlichste dieser Seen ist der Heywood Lake, der mittlere der Knob Lake und der südlichste der Pumphouse Lake.